# Nic nie widziałem, nic nie słyszałem
Nic nie widziałem, nic nie słyszałem (ang. See No Evil, Hear No Evil) – amerykańska komedia filmowa z 1989 roku, w reżyserii Arthura Hillera.

## Obsada
- Richard Pryor - Wally
- Gene Wilder - Dave
- Joan Severance - Eve
- Alan North - Braddock
- Anthony Zerbe - Sutherland
- Louis Giambalvo - Gatlin
- Kristen Childs - Adele
- Kevin Spacey - Kirgo

## Opis fabuły
Bohaterami filmu są niewidomy Wally Karew i niesłyszący, jednak umiejący czytać z ruchu warg, Dave Lyons. Parę dni po zatrudnieniu Wally'ego w sklepie Dave'a przychodzi klient, który zostaje zastrzelony w czasie, gdy Dave odwrócony do niego tyłem czyta mu ulotkę leku. Wkrótce na miejscu zjawia się policja i aresztuje Wally'ego i Dave'a. Na komisariacie Wally zeznaje, że nic nie widział, ale za to słyszał strzał i poczuł zapach perfum, a Dave, że nic nie słyszał, a jedyne co widział to nogi kobiety (morderczyni). Policja nie wierząc w ich zeznania postanawia ich aresztować. Uciekają oni jednak, wtopieni w tłum protestujących. Od tej pory poszukuje ich nie tylko policja lecz także mordercy szukający drogocennej złotej monety.